# Metropolitan Transportation Authority
Il Metropolitan Transportation Authority (MTA) è una società di pubblica utilità, responsabile del trasporto pubblico nello stato americano di New York, che serve 12 contee nel sud-est di New York, insieme a due contee nel sud-ovest del Connecticut sotto contratto con la Connecticut Department of Transportation, portando oltre una media di 11 milioni di passeggeri nei giorni della settimana e più di 800.000 veicoli sui suoi sette ponti a pedaggio e nei due tunnel per ogni giorno della settimana.
Il Metropolitan Transportation Authority fornisce servizi di autobus locali ed espressi, metropolitana e il servizio ferroviario regionale a New York, e gestisce molteplici ponti a pedaggio e tunnel nella città di New York.

## Storia
Noleggiata dalla Legislatura dello Stato di New York, nel 1965, come Metropolitan Commuter Transportation Authority (MCTA), inizialmente è stata creata per acquisire e gestire il fallimento della Long Island Rail Road. MCTA ha cambiato il suo nome diventando Metropolitan Transportation Authority (MTA) nel 1968, quando ha assunto la gestione della rete New York City Transit Authority (NYCTA) e Triborough Bridge and Tunnel Authority (TBTA), ora MTA New York City Transit (NYCT) e MTA Bridges and Tunnels, rispettivamente (B&T). L'agenzia ha inoltre acquisito in leasing i nuovi tracciati pendolari dello Stato di New York di Hudson, Harlem e nuove linee Haven della Penn Central Transportation Company, che si sono aggiudicati il loro funzionamento sovvenzionato, fino a quando le operazioni di tale società hanno chiuso i battenti, andando a far parte della Conrail nel 1976. MTA ha assunto la piena operatività nel 1983, come la Metro-North Railroad.

## Responsabilità e servizi
MTA ha la responsabilità dello sviluppo e l'attuazione di una politica unitaria di trasporto di massa per l'Area metropolitana di New York, tra cui tutti e cinque i quartieri di New York e le contee suburbane di Dutchess, Nassau, Orange County, Putnam, Rockland, Suffolk e Westchester, tutte insieme formano il "Metropolitan Commuter Transportation District (MCTD)". Joseph Lhota, è Presidente e Amministratore Delegato del MTA, essendo stato nominato dal governatore Andrew Cuomo. Nuria Fernandez è anche stato nominato Direttore Capo Operativo.
I presidenti del passato MTA più importanti erano: Richard Ravitch (1979-1983), Robert Kiley (1983-1991), Peter Stangl (1991-1995), Virgilio Conway (1995-2001), Peter S. Kalikow (2001-2007), Dale Hemmerdinger (2007-2009) e Jay Walder (2009-2011).
MTA è il più grande fornitore di trasporto pubblico dell'emisfero occidentale. Le sue agenzie servono una regione di circa 14,6 milioni di persone, distribuita su oltre 13.000 km², in 12 contee di New York e due nel Connecticut. Oggi fa muovere più di 8,5 milioni di clienti al giorno (2,6 miliardi su ferrovia e autobus in un anno) e impiega circa 65.000 lavoratori.

## Entità correlate
MTA svolge pianificazioni e altre responsabilità sia direttamente che tramite le sue società controllate e collegate, e fornisce la propria supervisione di queste agenzie che ne dipendono, conosciute collettivamente come "entità collegate". Queste ultime rappresentano una serie di agenzie già esistenti che sono giunte sotto l'ombrello di MTA. A loro volta, queste agenzie in precedenza esistenti erano (con l'eccezione di MTA Bridges and Tunnels e MTA Capital Construction) successori di proprietà di imprese private che hanno fornito sostanzialmente gli stessi servizi.
Ciascuna di queste entità ha un nome popolare e, in alcuni casi, un precedente nome legale. I nomi popolari erano parte di uno sforzo globale di identificazione aziendale fatto nel 1994 per eliminare la confusione sulle affiliazioni delle varie "autorità" che facevano parte di MTA. I nomi legali da allora sono stati utilizzati esclusivamente per documenti legali, come i contratti, e non sono stati utilizzati pubblicamente, tuttavia, a partire dalla metà degli anni 2000, il nome popolare è stato usato anche per i documenti legali relativi agli appalti di contratto in cui è stato utilizzato il nome legale finora. Entrambi sono elencati di seguito.

### Agenzie sussidiarie
- MTA Long Island Rail Road (LIRR), nome legale The Long Island Rail Road Company:
Possiede e gestisce la rete ferroviaria suburbana Long Island Rail Road;[5]
- MTA Metro-North Railroad (MNR), nome legale Metro-North Commuter Railroad Company:
Possiede e gestisce la rete ferroviaria suburbana Metro-North Railroad;[5]
- MTA Staten Island Railway (SIR), nome legale Staten Island Rapid Transit Operating Authority (SIRTOA):
Possiede la Staten Island Railway, la cui gestione è però affidata all'agenzia affiliata New York City Transit Authority;[5]
- MTA Bus, nome legale MTA Bus Company (MTABC):
Gestisce parte della rete cittadina di autobus[5] (raggruppata insieme a MTA New York City Bus nella MTA Regional Bus Operations);[6]
- MTA Construction & Development (MTA C&D),[7] fino al 2019 nota come MTA Capital Construction:[5]
Si occupa di pianificare e gestire i lavori di espansione e miglioramento della rete di trasporto pubblico.[8]

### Agenzie affiliate
- MTA Bridges and Tunnels (MTA B&T), nome legale Triborough Bridge and Tunnel Authority (TBTA):[5]
Si occupa della gestione e del pedaggio di sette ponti e due tunnel della città di New York;[9]
- MTA New York City Transit (NYCT), nome legale New York City Transit Authority (NYCTA):
Si occupa di gestire la metropolitana di New York e la Staten Island Railway.[5] Attraverso la sussidiaria Manhattan and Bronx Surface Transit Operating Authority (MaBSTOA) gestisce parte della rete di autobus sotto il marchio MTA New York City Bus (raggruppato insieme a MTA Bus nella MTA Regional Bus Operations).[6]

## Gestione
MTA è governata da un consiglio di 17 membri che rappresentano i 5 quartieri di New York e ciascuna delle contee che fanno parte della zona di servizio dello Stato di New York.
Cinque membri, oltre al Presidente e all'Amministratore Delegato, sono direttamente nominati dal Governatore di New York. Con quattro voti dal sindaco di New York, e uno ciascuno dai dirigenti della Contea di Nassau, Suffolk e Westchester. Ognuna di queste componenti dispone di un voto.
Anche i dirigenti della Contea di Dutchess, Orange, Putnam e Rockland possono nominare un rappresentante, ma devono esprimere un voto collettivo. Il Consiglio ha anche a rotazione sei posti senza diritto di voto detenuti dai rappresentanti degli impiegati MTA e da un comitato consultivo permanente di cittadini, che funge da voce per i clienti MTA.
Tutti i membri del consiglio sono confermati dal Senato statunitense.

## Bilancio
Il deficit di bilancio di MTA è una crisi crescente, così come per i residenti della città e dello stato di New York e della legislazione. MTA ha 31 miliardi di dollari di debito e di un buco di 900 milioni di dollari del bilancio operativo del 2011.

## Cause
MTA ha sempre funzionato in disavanzo, ma un aumento della spesa nel periodo 2000-2004, unito alla crisi economica ha portato a un forte aumento degli oneri finanziari a carico di MTA. I problemi di bilancio attuali derivano da più fonti. MTA non può essere sostenuta solo da tariffe e da pedaggi stradali. Nel preliminare di bilancio 2011, si sono previsti ricavi di esercizio per 6,5 miliardi di dollari, pari a solo il 50% dei 13 miliardi di dollari delle spese di gestione. Pertanto MTA deve poter contare su altre fonti di finanziamento per rimanere operativa. Il gettito da imposte immobiliari a fini di trasporto ha contribuito a contenere il deficit. Tuttavia, a causa della debole congiuntura e del mercato immobiliare instabile, il denaro da tali tasse è fortemente diminuito, nel 2010, il gettito fiscale è sceso di almeno il 20% al di sotto del valore previsto. Al di là di questo, in costante riduzione sono gli aiuti economici da parte dei governi della città e dello stato che hanno portato a chiedere denaro in prestito mediante l'emissione di obbligazioni, che hanno contribuito fortemente al debito che è presente oggi.

### Risultati
Questo deficit di bilancio ha portato a diversi problemi, concentrati soprattutto a New York. La Metropolitana di New York ha aumentato le tariffe del triplo dal 2008, con il più recente che si verificano 30 dicembre, 2010, facendo innalzare le tariffe per corse singole da $ 2,00 a $ 2,25 e la MetroCard mensile da $ 89 a $ 104. Ogni rialzo di tariffa è stata accolta dai clienti con crescente opposizione e in molti stanno cominciando a trovare la tariffa proibitiva. Il 2010 ha visto anche tagli di servizio pesanti per molte società controllate da MTA (see ). Meno treni più spaziati hanno portato a pesanti sovraffollamenti oltre le ore di punta normali portando alla frustrazione molti piloti della metropolitana e di autobus. I dipendenti hanno anche sofferto a causa di problemi di bilancio. A metà luglio 2010 i licenziamenti hanno raggiunto quota 1000 e gran parte di coloro che sono stati colpiti erano dipendenti di basso livello che guadagnavano meno di 55.000 dollari all'anno.